# 白金汉宫
白金汉宫（英語：Buckingham Palace、英國 /ˈbʌkɪŋəm/)）是一座位於英國倫敦的皇家寝宫，也是英國君主的行政總部。是英國君主位於倫敦的主要寢宮及辦公處。宮殿坐落在大倫敦西敏市，是國家慶典和王室歡迎禮舉行場地之一，也是一處重要的旅遊景點。在英國歷史上的歡慶或危機時刻，白金漢宮也是一處重要的集會場所。
1703年至1705年，白金汉和诺曼比公爵約翰·謝菲爾德在此兴建了一处大型镇厅建筑“白金汉屋”，构成了今天的主體建築，1761年，喬治三世获得该府邸，并作为一处私人寝宫。此后宫殿的扩建工程持续超过了75年，主要由建筑师约翰·纳什和爱德华·布罗尔主持，为中央庭院构筑了三侧建筑。1837年，维多利亚女王登基后，白金汉宫成为英王正式宫寝。

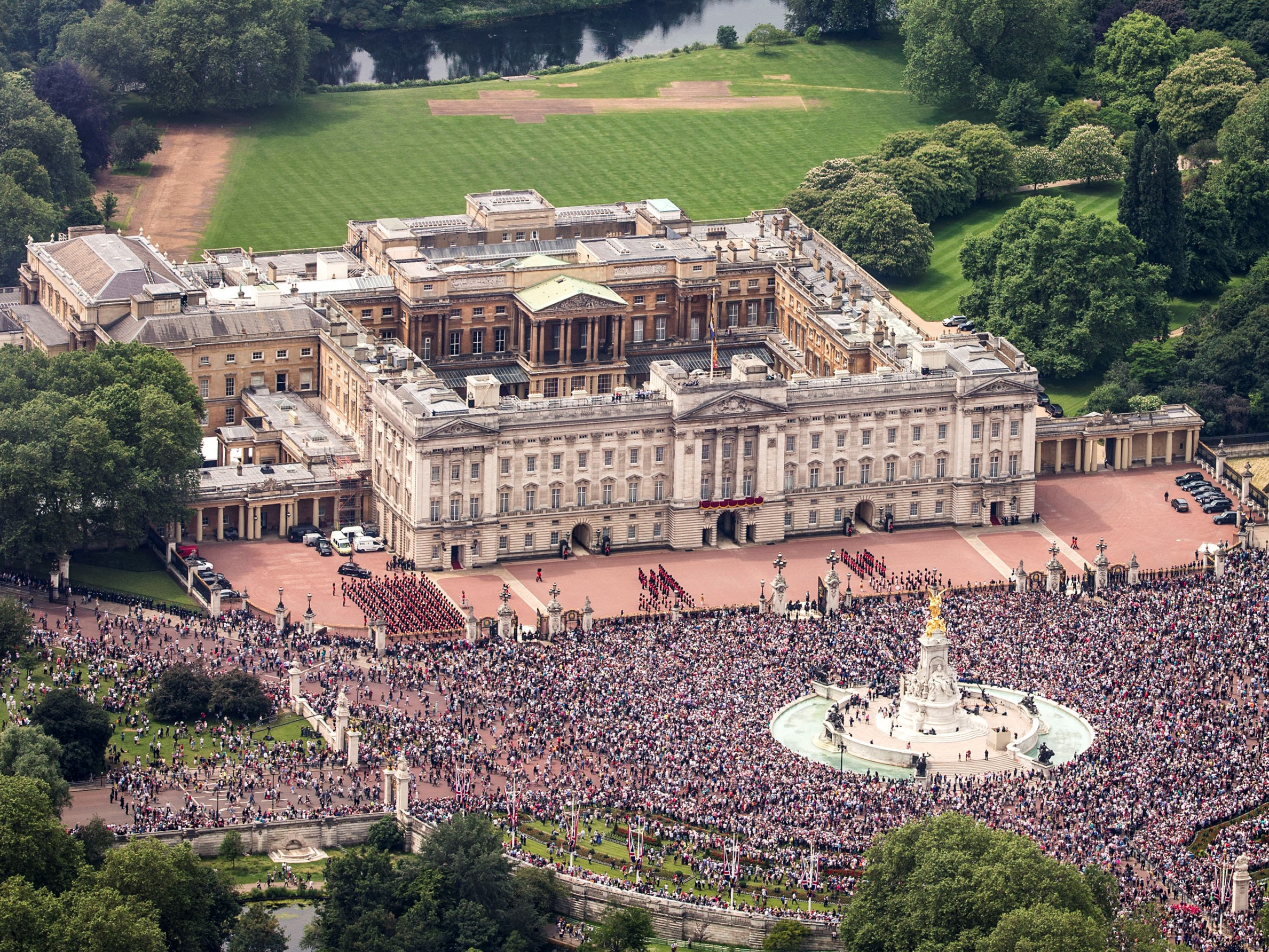
2016年伊莉莎白二世90歲生日慶祝活動期間白金漢宮的鳥瞰圖。

19世纪末20世纪初，宫殿公共立面修建，形成延续至今日白金汉宫的形象。第二次世界大戰期间，宫殿礼拜堂遭一枚德国炸弹袭击而毁；在其址上建立的英王画廊于1962年向公众开放，展示皇家收藏等相關收藏品。现在的白金汉宮對外開放參觀，每天清晨都会進行著名的禁衛軍交接典禮，成为英国王室文化的一大景观。當前宮殿設有775間房間，其中花園是倫敦最大的私人花園。用於官方和國家娛樂活動的國事廳於每年8月和9月的大部分時間，以及冬季和春季的某些日子向公眾開放。

## 歷史

### 1624年前
在中世紀時，白金漢宮的所在地原是伊伯里男爵府（也稱為艾亞）的一部分。該區域為沼澤地，流經泰伯恩河，該河至今仍在宮殿的庭院和南翼下流處。當時在可以涉水過河的區域（在牛洼渡口），十字眼村莊曾在此興建並開始興旺。因此這個地點的所有權人經常更換；該土地過去的擁有者。包括晚期撒克遜時期的懺悔者愛德華和威塞克斯的伊迪絲，以及征服者威廉。威廉把這個地點給了杰弗里·德·曼德維爾，後者最後將土地遺贈給了西敏寺的僧侶。
1531年，亨利八世從伊頓學院獲得了聖詹姆斯痲瘋病療養院，該醫院最後成為了聖詹姆斯宮，隨後在1536年，他從威斯敏斯特修道院手中接下了伊伯里男爵府。這些轉移使白金漢宮的遺址回到了皇室手中，各種主人開始從皇室地主租用土地，到了17世紀時，伊伯里男爵府的永久地契也成為商人投機的主要對象。在歷經多年後，原有的十字眼村莊早已破敗不堪，該地區大部分呈現也荒地的景觀。由於需要儲蓄，詹姆士六世及一世出售了一部分皇室地契，但保留了部分土地，在上面建立了一個四英畝（1.6公頃）的桑園來生產絲綢。（位於今日宮殿的西北角）。
克萊門特·沃克在《Anarchia Anglicana》（1649年）中曾提及：「在S. 詹姆斯的桑樹園新建立的那些邪惡之地」這表明該桑園可能是一個私下放縱的區域。最終，在17世紀晚期，伊伯里男爵府的地契由房地產巨頭赫伊·奧德利爵士遺留給女繼承人瑪麗·戴維斯。

### 第一批建築 (1624–1761年)

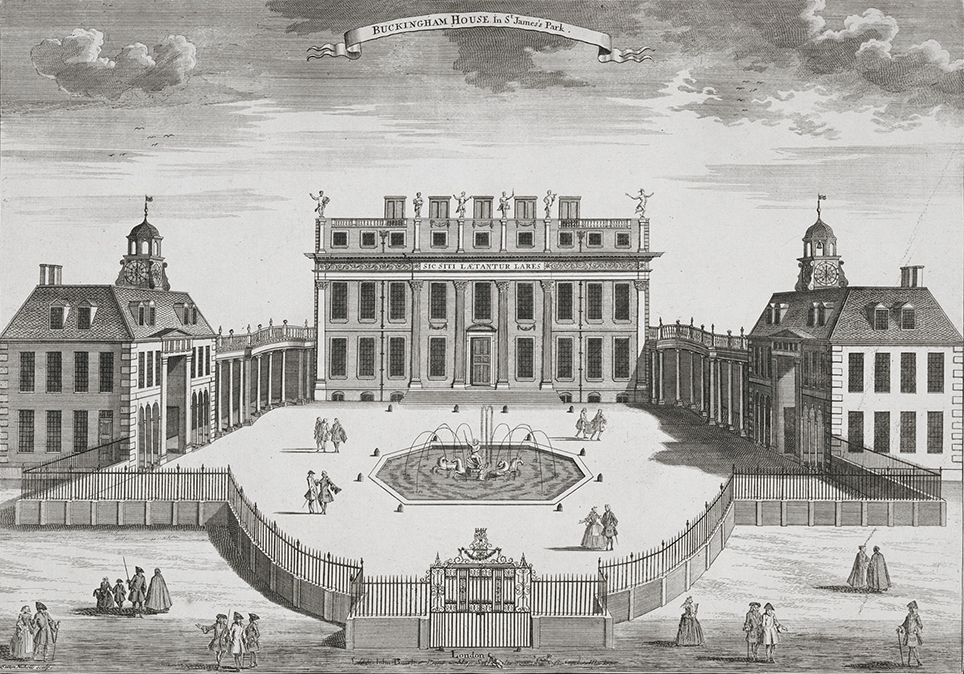
1710年的白金漢宮

大約從1624年開始，威廉·布雷克爵士（Sir William Blake）可能在這個地點內建造了第一座房屋。下一位主人則是戈林勳爵，他自1633年開始擴建布雷克的建築，該房屋在此時也被稱為戈林房屋，並成為今天花園的大部分設施，當時戈林勳爵所興建的設施群被稱為戈林大花園。然而，戈林並不知道他未有獲得桑樹園的地契利益。該文件在1641年在查理一世逃離倫敦之前並未有通過國璽，而這是合法執行所需要的手續。也正是這個遺漏的關鍵，也幫助英國皇室在喬治三世任內重新獲得了地契。
當不謹慎的戈林沒有定時繳納租金時，亨利·班尼特·阿靈頓伯爵得以購買戈林之家的租約，並持續居住於戈林之家直至1674年建築在火災中被燒毀為止。隨後，他在建築的遺址上面建造了阿靈頓之家，該建築位於今天宮殿南翼的位置。
1698年，白金汉和诺曼比公爵约翰·谢菲尔德獲得了租約。並隨即在土地上進行新宮殿「白金漢大宅」的興建工程。白金漢大宅於1703年由威廉·懷德設計，並為了給予白金汉公爵於其家屬而建造的。其建築物所選擇的風格是一個大型、約三層樓的中央建築物，兩個則設有較小的邊翼建築。最終，白金漢大宅在1761年，由白金漢的私生子查爾斯·謝菲爾德爵士以21,000英鎊的價格出售給喬治三世。雖然謝菲爾還保有在桑樹園遺址的租賃權，不過其地契最後於1774年到期，所有權則回歸皇室所有。

### 從王后宮殿到宮殿 (1761–1837年)
在成為新皇室所有權的財產下，白金漢大宅原本作為梅克伦堡-施特雷利茨的夏洛特王后所設計的私人居所，因此被稱為女王宮（The Queen's House）。其建築物的重建工程始於1762年開始。1775年，國會法案將白金漢大宅划給了夏洛特王后，並以附近萨默塞特府的使用權作為交換。在居住期間，夏洛特的15個孩子中有14個是在大宅出生的。一些家具則是從卡爾頓宮轉移過來，其他的傢俱則是從1789年法國大革命後在法國購買的。雖然此時的聖詹姆士宮仍然是官方和典禮性的皇室居所，但從至少1791年開始，英國王室就開始使用了「白金漢宮」這個名字使其作為王室宮殿的新地位。
在繼承王位後，喬治四世於1820年開始向白金漢大宅進行了翻新工程，打算建造一座僅小而舒適的建築。然而在1826年，國王決定聘请建築師約翰·納什，將大宅改造成豪華的宮殿。在納什的設計中，宮殿外部的立面是根據喬治四世所喜好的法國新古典主义建筑影響設計的。然而，隨著翻新工程的成本急劇增長，到了1829年納什設計的奢侈建築，也導致他被解除了建築師的職位。在1830年喬治四世去世後，他的弟弟威廉四世雇用了爱德华·布罗尔完成宮殿的翻新工作。然而自完工後，威廉四世從未搬進宮殿。當1834年威斯敏斯特宫被大火摧毀後，他曾提出將白金漢宮改造為新的國會大廈的提議，但他的提議最後被拒絕了。

### 維多利亞女王 (1837–1901年)

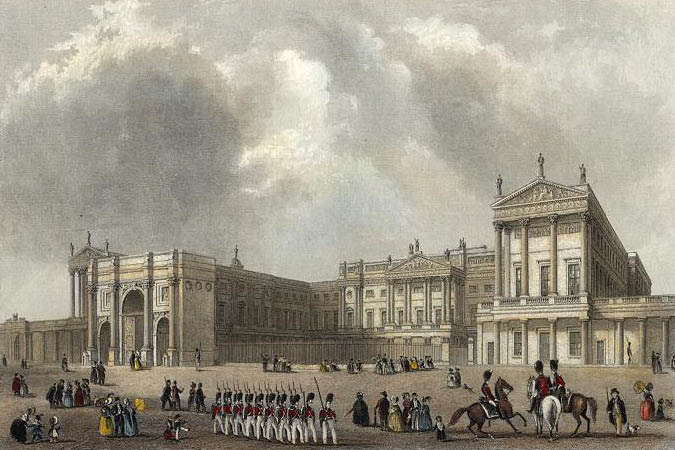
1837年的白金漢宮，原正面入口处的大理石拱門（Marble Arch）後於1847年被迁移到海德公园

1837年，隨著維多利亞女王即位，皇室由聖詹姆斯宮遷往白金漢宮。這裡成為英國王室的正式宮殿。維多利亞也因而成為首位居住在白金漢宮的君主，儘管國宴廳仍具有金黃色豪華的內飾，但新宮殿所引進的新設施卻是不那麼奢華的設計。根據當時的報導，白金漢宮煙囪經常發出大量的黑煙，以致於必須允許火力減弱，使得宮殿內部溫度常常令人感到寒冷。此外，宮殿的通風非常差，導致室內經常傳出臭味，當决定在建築安装煤氣燈时，人們擔心低樓層將會累積大量的煤气。也有人表示，宮殿工作人員懶散和懈怠的態度也從而令宮殿內部呈現骯髒的狀況。
在女王於1840年結婚後，她的丈夫亞柏特親王特別關心居住在宮殿的家人日常起居和工作人員的生活，他開始規劃改建工程以解決宮殿的缺陷。到了1840年底，所有問題都已解決。1847年，由於女王夫婦發現宮殿格局過於狹小，已經無法應付宮廷日常起居和和融入不斷增長的家庭成員，於是他們再度僱請了愛德華·布洛爾協助設計建築的擴建工程，由建築師湯瑪斯·邱比特建造的新翼建築圍繞起中央四合院。龐大的東面面面向林蔭大道，是白金漢宮的「公共平台」，東面另設有一座新陽台，使英國王室成员能夠在重要場合和每年的軍旗敬禮分列式在此處向人群致意。
這一時期的擴建工程中還建造了舞廳翼和另一套宴會室，是由納什的學生詹姆斯·彭納索恩爵士設計。在亞伯特親王去世前，宮殿經常成為音樂娛樂的場所，當時最著名的音樂家都在白金漢宮演出。包括作曲家費利克斯·門德爾松曾三次在那裡演奏。小约翰·施特劳斯及其管弦樂團在英國巡迴時曾在那裡演出。因此在維多利亞女王時期，白金漢宮經常是舉辦豪華舞會、皇室儀式、封賞和展示會的場所。
隨著亞柏特親王於1861年逝世，悲痛欲絕的女王選擇退出公眾生活，並離開白金漢宮居住於溫莎城堡、巴爾莫勒爾城堡和奧斯本莊園。多年來，白金漢宮很少被王室成員使用，甚至被忽視。1864年，在白金漢宮的柵欄上甚至發現了一張紙條，上面寫著: 「由於前住戶的生意不景，這些佔地優勢的房屋要出租或出售。」，儘管公眾曾請願女王返回倫敦，然而寡居的女王仍然優先選擇在其他地方居住。在19世紀後期，王室的宮廷儀式主要仍在溫莎城堡舉行，由習慣穿著喪服黑色服裝的女王主持，而白金漢宮在一年中的大部分時間都被關閉。

### 20世紀初期 (1901–1945年)
1901年，新國王愛德華七世開始重新裝修宮殿。愛德華七世和他的妻子亞歷珊德拉王后一直是倫敦上流社會的領導者，他們及他們的朋友被稱為馬爾博羅家族，被認為是當時最有威望和時尚的人物。白金漢宮的舞廳、大廳、大理石廳、大樓梯、門廳和畫廊也被重新裝修成美好年代奶油和金色的配色，這種配色至今仍保留著，在完工後，也標示白金漢宮再次成為一個壯觀的娛樂場所，但有些人認為愛德華的重新裝修與納什的原作不符。
最後一次對於白金漢宮的重大建築工程發生在喬治五世統治時期，1913年，阿斯頓·韋伯爵士重新設計了布洛爾1850年的東立面，使建築外觀類似於柴郡由賈科莫·萊尼設計的萊姆公園。使用波特蘭石材翻新的主正面，被設計成維多利亞女王紀念碑的背景，這是一座由雕塑家托馬斯·布羅克爵士創作紀念雕像，豎立在正門外。
喬治五世於1910年繼承愛德華七世後，在行事作風上比起他的父親還要更加認真；並更加重視官方娛樂和皇室職責而非奢華派對。他安排了一系列命令性表演，邀請了爵士樂手如正宗迪克西蘭爵士樂隊（1919年，第一次為國家元首表演爵士樂）、西德尼·贝彻和路易斯·阿姆斯特朗（1932年）等人於宮殿演出。這使得白金漢宮在2009年獲得了布雷肯爵士樂節頒發的(類型)藍色牌匾獎，被認為是英國對爵士樂貢獻最大的場所之一。
在1914年至1918年期間的第一次世界大战期間，宮殿幸免於難。其貴重物品被遷往溫莎城堡，但皇室成員仍然留在住所裡。國王在宮殿實行了配給制度，這使他的客人和家庭感到非常不滿。令國王後來後悔的是，大衛·勞合喬治說服他為了令工人階級樹立了一個好榜樣，因此將宮殿酒窖鎖上並令國王戒酒，當工人們繼續喝酒時，國王則對他被強制禁酒感到不滿。
喬治五世的妻子瑪麗王后是藝術愛好者，對皇家傢俱和藝術收藏物非常感興趣，並為此進行了修復又增加文物的安排。瑪麗王后還特地為宮殿安裝了許多新的固定裝置和配件，如由本傑明·武利亞米製作的一對1810年的大理石帝政风格壁爐。王后將它們安裝在花園正面中央的弓形房間裡，瑪麗王后還負責了藍廳的裝飾。這個房間長69英尺（21公尺），以前被稱為南客廳，天花板則是由納什設計，上面是巨大的鍍金櫥櫃架。1938年，由納什設計的西北館被改造成了游泳池。

#### 第二次世界大戰
在1939年爆發的第二次世界大戰中，白金漢宮被轟炸了九次。國王伉儷成為抗戰的精神象徵，並拒絕離開倫敦且巡視受納粹德國空軍轟炸的區域。最嚴重和知名的事件是在1940年摧毀了宮殿小教堂。這一事件在全英國的電影院都播放了，以展示富人和窮人所共同經歷的痛苦。當喬治六世和伊麗莎白王后在宮殿時，一顆炸彈掉在了宮殿廣場上，導致許多窗戶被炸破，教堂也被摧毀。然而受到戰時的資訊影響，該事件的報導受到嚴格限制。
當國王和王后被拍攝在檢查他們轟炸中已被破壞殆盡的住所時，王后曾大度地地宣布：「現在我（不用出門就）可以直接看到倫敦碼頭的東區啦！」皇室被視為與其臣民的苦難共享，鼓舞了全國人民的信心。正如《星期日圖像報》報導的那樣：
國王和王后忍受了他們的臣民所遭受的磨難。這是第二次德國轟炸機試圖將死亡和毀滅帶到他們的住所…當這場戰爭結束時，喬治國王和伊麗莎白王后與他們的人民共同面對的共同危險，將是一個珍貴的回憶和長年以來的鼓舞。
1940年9月15日，被稱為不列顛戰役日，第504中隊的英國皇家空軍飛行員雷·霍姆斯曾成功撞擊了一架他認為將要轟炸倫敦和宮殿的德國Do 17轟炸機。由於霍姆斯的飛機在當時已經沒有子彈，所以他快速決定撞擊Do 17轟炸機。並在應急之下成功跳下了飛機得以倖存，飛機最後墜毀在倫敦維多利亞車站的前院。霍姆斯因拯救宮殿的行動而被媒體譽為戰爭英雄，並在戰後被受封成為國王的使者，德國轟炸機的引擎後來在倫敦帝国战争博物馆展出。
1945年5月8日，白金漢宮是成為英國慶祝第二次世界大戰歐戰勝利紀念日活動的中心。國王、王后、伊莉莎白公主（未來的伊莉莎白二世女王）和瑪格麗特公主出現在白金漢宮的陽台上，聚集在林蔭大道的人群歡呼雀躍。受損的宮殿在戰後由莫萊姆公司精心修復。

### 20世紀後期至今

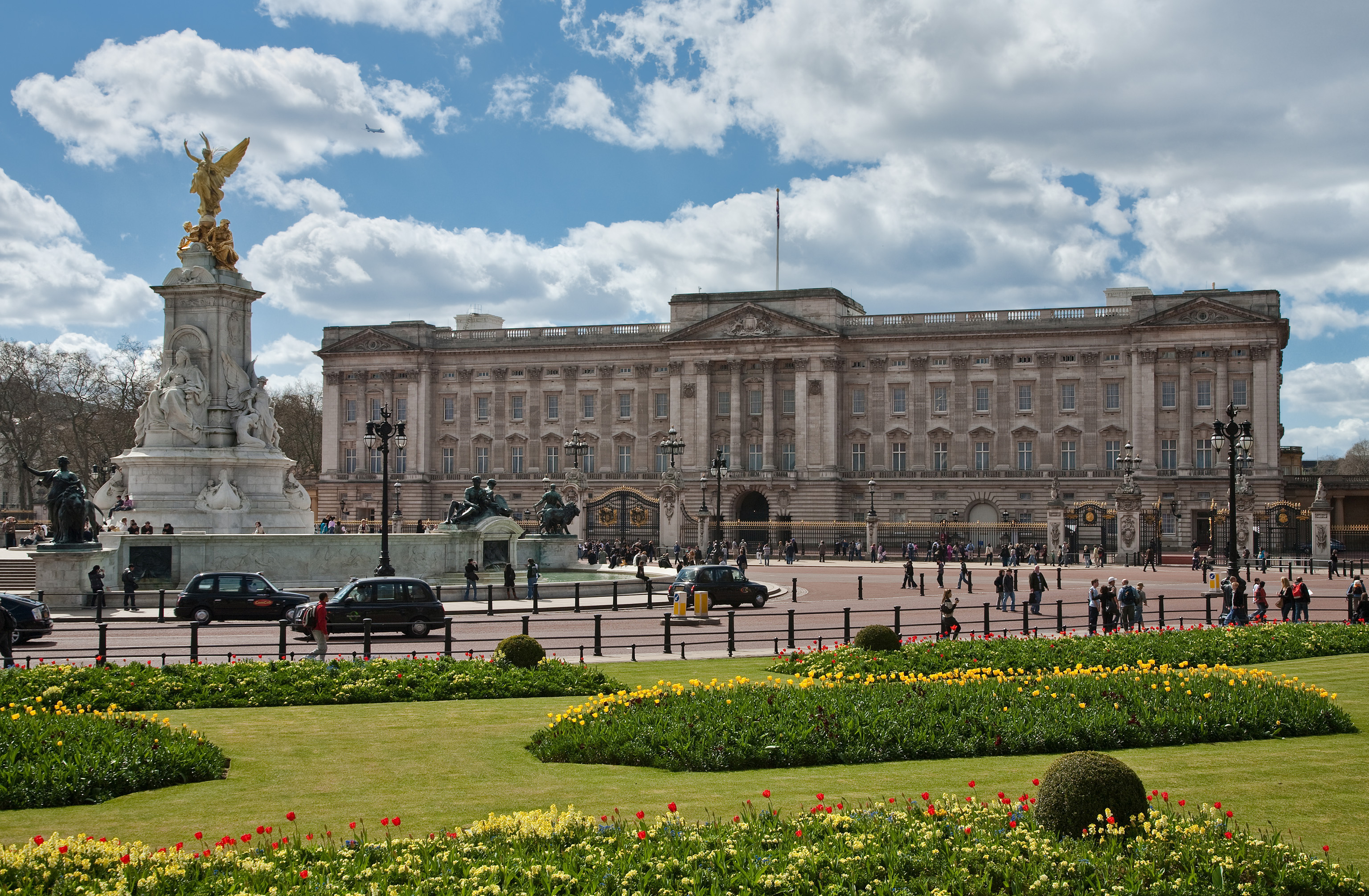
白金漢宮與維多利亞女王紀念碑

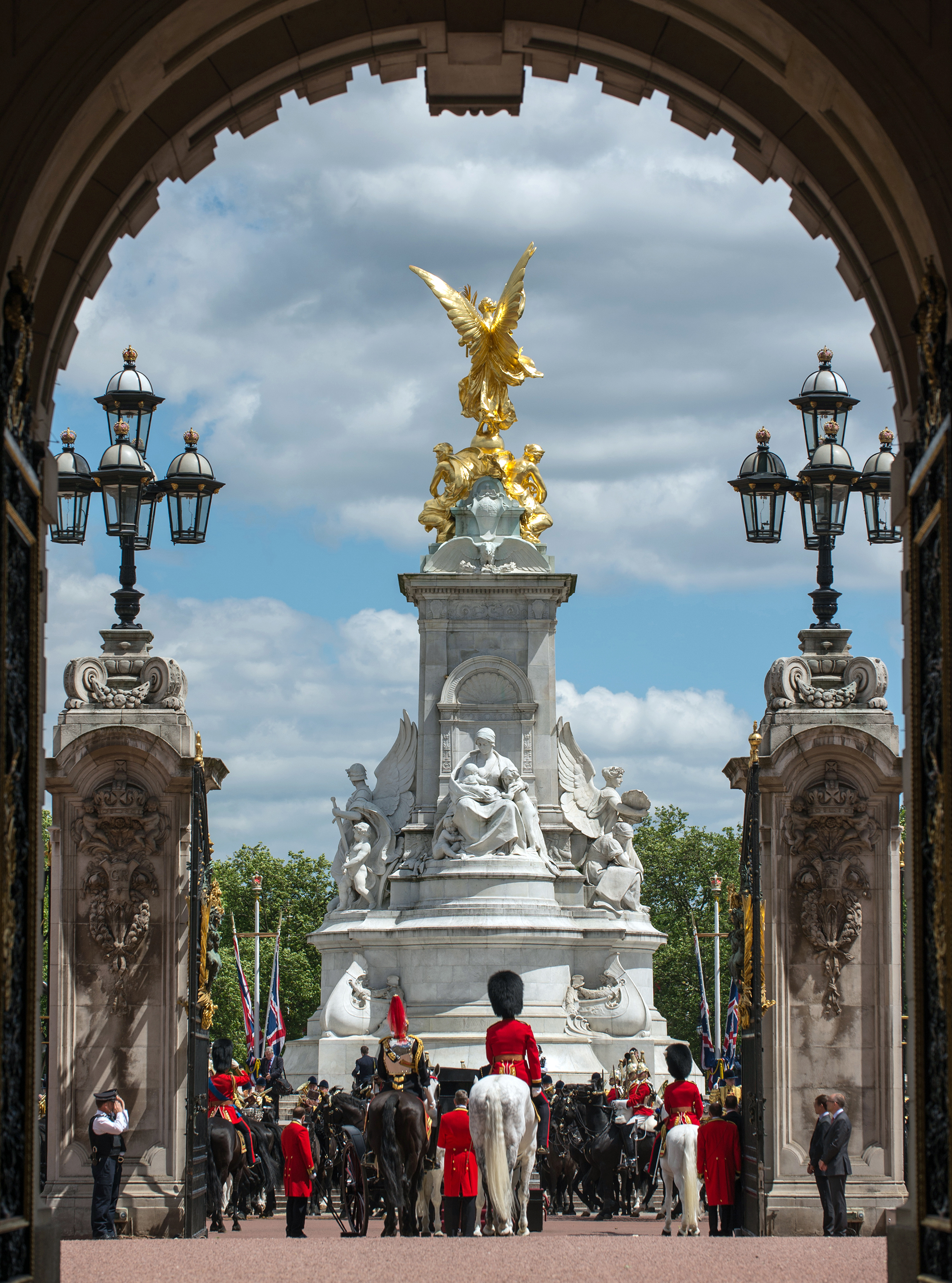
維多利亞女王紀念碑

白金漢宮的許多物品都是皇家收藏品的一部分，現由英國君主託管；有時，公眾可以在皇家馬厩附近的英王美術館觀賞。該建築物座落於二戰期間被轟炸的禮拜堂的舊址之上，於1962年開放。白金漢宮於1970年被指定為一級保護建築。自1993年以來，它的國事廳在8月和9月期間以及全年的某些日期向公眾開放。入場費籌集的資金最初用於重建溫莎城堡1992年大火。截至2017 年3月31日，共有580,000人參觀了宮殿，有154,000人參觀了畫廊。
這座宮殿曾經對員工進行種族隔離。1968年，擔任英國女王伊麗莎白二世財務主管的查爾斯·特賴恩尋求豁免白金漢宮全面適用1968年種族關係法。他說，王宮不僱用有色人種從事文職工作，只僱用有色人種擔任傭人。他與公務員安排了一項豁免，這意味著針對王室的種族主義投訴，將直接提交給內政大臣，並排除在法律體系之外。
和溫莎城堡一樣，白金漢宮由在位的君主擁有，因此也擁有王室的權利。與桑德靈厄姆宮和巴爾莫勒爾城堡不同，白金漢宮不屬於王室莊園，也不是君主的個人財產。英國政府僅負責維護宮殿以換取王室的利潤。2015年，國宴廳因天花板存在潛在危險而關閉了一年半。並進行一項為期10年的維護工作計劃，包括增加新的管道、佈線、鍋爐和散熱器，以及在屋頂安裝太陽能電池板，估計耗資3.69億英鎊，該項目於2016 年11月獲得首相批准。並臨時增加從皇家莊園收入中支付的主權撥款，旨在將建築物的使用壽命延長至少50年，2017年，下議院以464票對56票支持為該項目提供資金。
當代，白金漢宮是英國君主制的象徵和故鄉，同時也是一座國家美術館和倫敦知名的旅遊勝地，建築物現位於布羅姆斯格羅夫公會於1911年完成的鍍金欄杆和大門後面，皇家收藏信託基金會出版的一本書中將其描述為：「就像每個人對宮殿的看法」。
該建築物在過去不僅是伊麗莎白二世和菲利普親王平日的居所，也是約克公爵安德魯王子和愛丁堡公爵愛德華王子夫婦在倫敦的住所。宮殿還設有他們的辦公室，以及安妮長公主等800多人的工作場所。基於目前修復工作，查爾斯三世現正住在克拉倫斯宮，並在白金漢宮處理公務，包括每週與首相會面。
每年約有50,000名受邀賓客參加白金漢宮的遊園會、招待會、觀眾席和宴會。三場遊園會在夏季舉行，白金漢宮的前院在七月用於舉行衛兵換崗儀式，成為倫敦一個重要的儀式和旅遊景點（4月至7月每天舉行一次；其他月份每隔一天舉行一次）。

## 結構

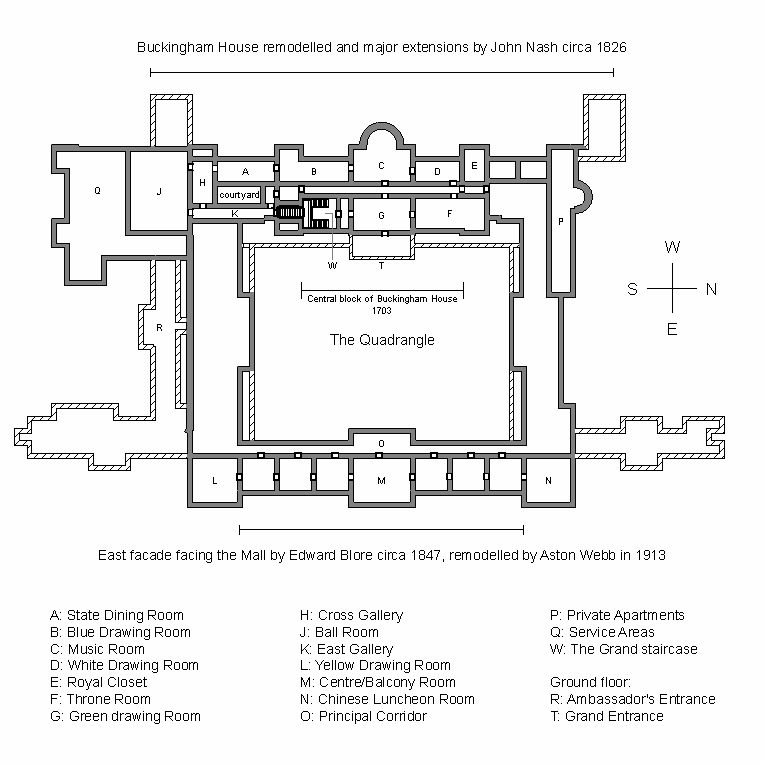
白金漢宮的平面設計圖，陰影定義的區域代表較低的翼棟建築。注：此為未按比例繪製的草圖，僅供參考。 一些房間的比例可能與現實略有不同。

白金漢宮的建築規模約長355英尺（108），深390英尺（120） ，高80英尺（24），佔地超過830,000平方英尺（77,000 m2）。其建築內部約有775個房間，包括188個員工臥室，92個主要辦公室，78個浴室，52個主臥室和19個國家級會議室。此外，宮殿裡還設有郵局、電影院、游泳池、醫生診所和珠寶工作室。英國王室在北翼擁有一套小型私人房間。

### 主要房間
白金漢宮的主要房間位於皇宮後方面向西邊花園的一樓，被通稱為鋼琴貴族間。該裝飾華麗的套房的中心為音樂廳，其大凸窗是整個外立面的主要特徵。音樂廳的兩側是藍廳和白廳。套房的中心位置是一個55碼（50）長的頂光畫廊，作為連接各個國家級會議室的走廊。
該畫廊裝飾著眾多的作品，包括一些由伦勃朗、安东尼·范戴克、彼得·保罗·鲁本斯和扬·弗美尔創作的作品。畫廊旁邊的房間包括王座廳和綠廳。綠廳是王座廳的一個大型前廳，是從大樓梯頂部的衛兵室，通往王座儀式路線的一部分設施。衛兵室旁裝飾著綑綁著掛毯的看台，上面繪有維多利亞女王和艾伯特親王的白色大理石雕像，兩人身穿羅馬服裝。這些非常正式的房間僅用於作為官方儀式和娛樂使用，在每年夏天向公眾開放。

### 半公立套間
主要房間的下方是豪華度稍低的半國家級套房，大理石大廳旁，該區域通常用於舉辦較不正式的娛樂活動，如午餐聚會和國家元首私人會見會。這一層套間的中心是弓間（Bow Room），每年約有眾多的客人通過這個房間以參加君主的花園派對。當國家元首前來英國進行國事訪問時，他們通常會在白金漢宮接受王室的款待。被分配到一個廣闊的套房，被稱為比利時套房（Belgian Suite），位於面向西邊的花園翼棟一樓居住。
此外宮殿其中一些房間是為特定訪客命名和裝飾的，如：「1844年房間」，該房間為紀念俄羅斯國王尼古拉一世於1844年的國事訪問而特意裝飾的套間，「1855年房間」則是為紀念法國拿破崙三世的訪問而命名。該房間除了是一間客廳，也兼作會客室或用於個人授勳儀式使用。套房的房間之間連接著狹窄的走廊，其中一個走廊由納什設計，採用索恩風格的碟形圓頂，為房間的天花板增加了高度和視角。
套房的第二個走廊具有哥德式風格的十字拱頂。以比利時的利奧波德一世為名，他是維多利亞女王和阿爾伯特親王的叔叔。1936年，愛德華八世曾經短暫住在套房裡，使其成為宮殿的私人公寓。當前宮殿內仍保存著大量19世紀早期的室內設計，包括廣泛使用明亮色調的石膏漆、藍色、粉紅色等青金石、大理石等裝飾，這些裝飾的保存根據查爾斯·隆爵士的建議進行的。愛德華七世負責部分重新裝修，採用了美好年代時期的奶油和金色風格設計。

### 東翼

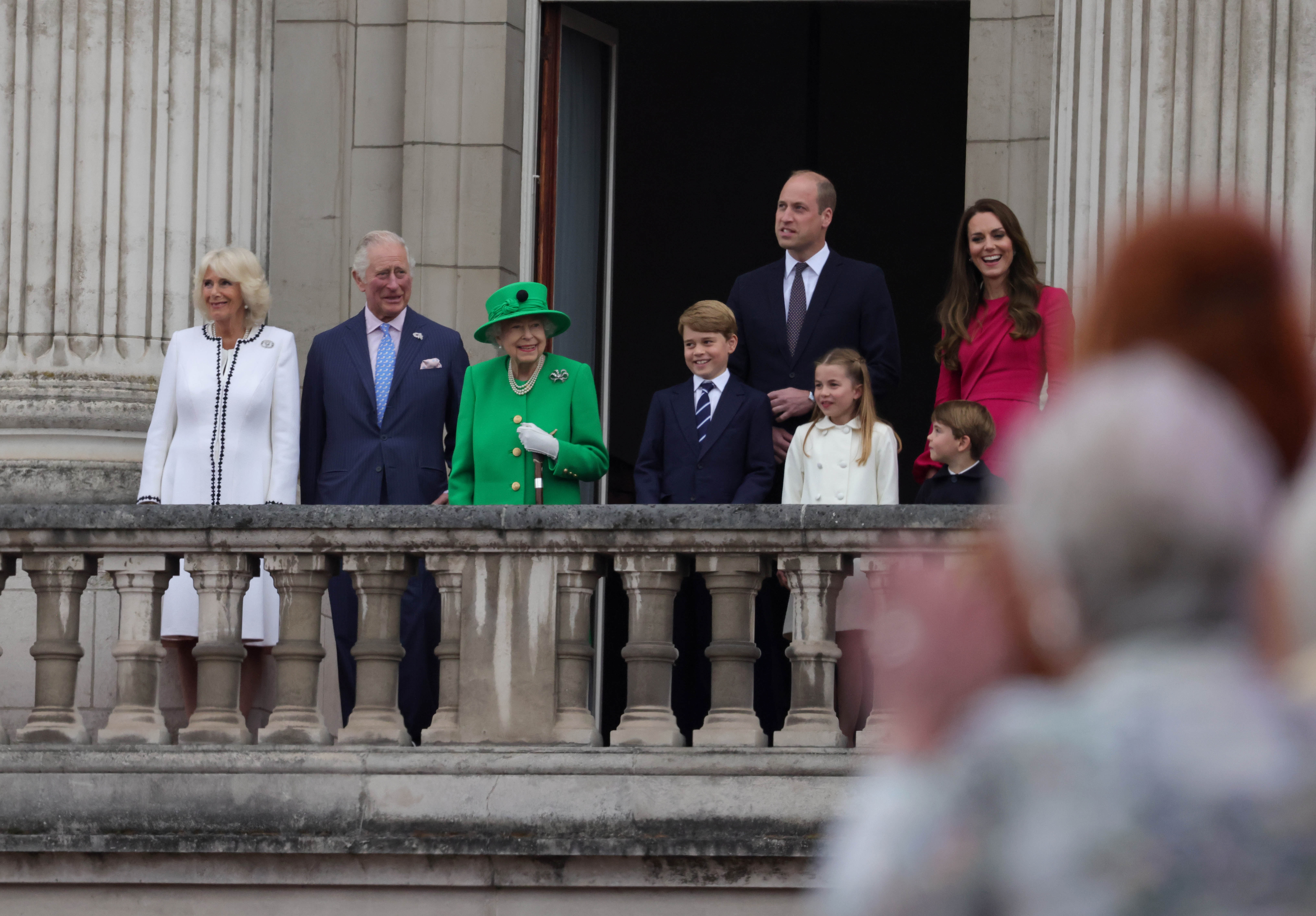
伊麗莎白二世在2022年登基白金禧紀念慶典期間出現在白金漢宮陽台上。

在建造東翼時，建築師從布萊頓的英皇阁搬走了一些家具，使得東翼的許多房間具有明顯的東方氛圍。其中一個房間是紅色和藍色的中式午餐室，它是原英王閣宴會廳和音樂廳的一部分。
麒麟時鐘是一個裝飾華麗的東方風格時鐘，它製造於18世紀下半葉的中國江西省景德鎮，後來由本傑明·武利亞米於1820年對機芯進行改裝，該時中最初曾被放置在英王閣的音樂室。東翼的黃色客廳則使用了1817年為英王閣沙龍廳供應的壁紙，並設有一座東方風格的壁爐，展示了歐洲人對中國壁爐的想像，上面的龕刻有點頭的文人畫像和令人生畏的麒麟，由羅伯特·瓊斯設計、理查德·韋斯梅科特雕刻。
東翼的中心區域是著名的陽台，玻璃門後為白金漢宮的中央房間。該房間是一個漆有中國風格的客廳，由瑪麗王后和設計師查爾斯·阿隆爾姆共同在1920年代晚期創建，該建築的漆門是1873年從布萊頓帶來的。此外，大廳還設置了許多鏡子的門和鏡面交錯的牆面，反射出瓷器和其他東方家具的景象。大廳的兩端分別設有中式午餐室和黃色客廳，中間是中央大廳。

## 宮廷儀式
白金漢宮通常在建於1854年的宴會廳舉行封爵典禮，其中包括叙任权的儀式和其他的官方活動。宴會廳是白金漢宮最大的房間，長120英尺（36.6），寬60英尺（18），45英尺（13.5）。在封爵典禮期間，國王將會為在王座臺上，底下是一個被稱為沙米亞娜遮篷或天盖的巨大絨布帷幕，在1911年曾使用於德里杜爾巴儀式。軍樂隊將會在音樂家畫廊演奏，授予者通常會接近國王，從國王的認可、家人和朋友的旁觀下接受著榮譽。

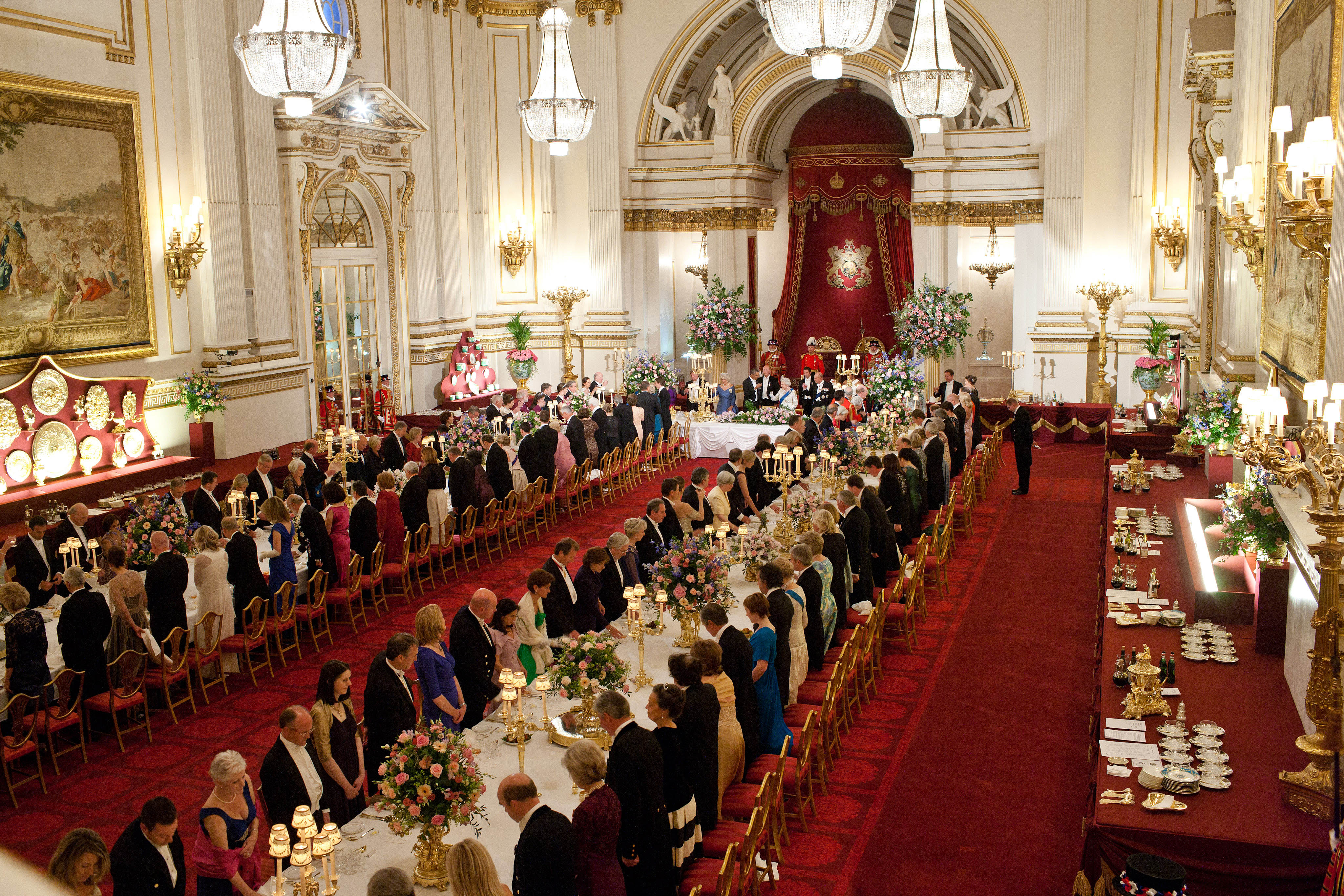
宴會廳的宴會

宴會廳通常是王室舉行國宴的主要地點，國宴通常在外國元首來到英國進行國事訪問的第一個晚上舉行。在這些場合中，最多可容納 170 位穿著正式「白領禮服和勳章」的客人，餐桌上將擺放著尊貴盤（Grand Service），這是1811年曾為威爾士王子（後來的喬治四世）製作的一套鍍金銀器。每年11月，白金漢宮都會舉辦規模最大、最正式的招待會，屆時國王會款待外交使團成員參與這個盛大的場合，所有的國事廳都將使用，在約翰·奈許的設計中，人員能夠從畫廊的北門進入房間，所有房間的大型雙面鏡門都將敞開著，房間上方則映照著無數的水晶吊燈和壁燈，營造出一種空間和光線的錯覺。
較小的儀式，如新大使的接待儀式則會在「1844年房間」舉行。國王也在該房間舉辦小型午餐會，並經常召開英國樞密院會議。大型午餐聚會通常在弧形圓頂音樂室或國宴廳舉行。自從二戰期間宮殿教堂遭到轟炸以來，皇家洗禮儀式有時會在音樂室舉行。英國女王伊麗莎白二世的前三個孩子都在那裡受洗。在所有正式場合，身穿歷史制服的衛隊侍從和宮廷其他官員（如宮務大臣）都會出席儀式。

### 宮廷儀式的服飾

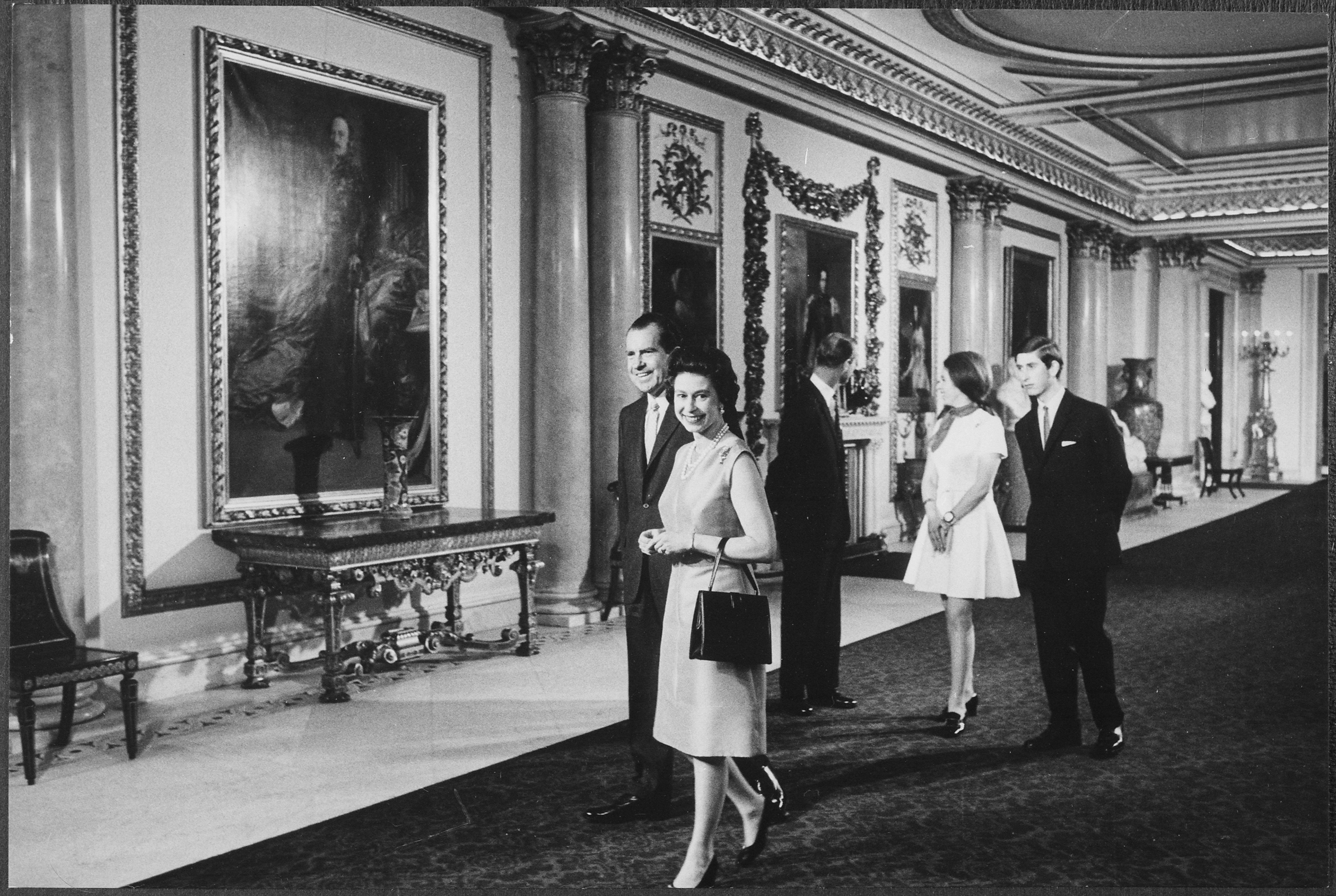
理查·尼克森與皇室成員在一樓的大理石大廳

過去，不穿军服的男性會穿著身著18世紀設計的膝褲出席宴會。女士的晚禮服包括拖尾裙、頭上則會配有著冠状冕或羽毛（通常兩者都有）。在19世紀和20世紀初， 出席皇家宮廷的人員必須穿著宮廷制服和禮服，不過該規範則隨著時代的變化逐漸放鬆。在第一次世界大戰後，當瑪麗王后希望跟隨時尚，將裙子從地面抬高幾英寸時，她曾要求一位女官從先縮短她自己的裙子以測量國王的反應。當喬治五世不贊成後，王后則保持她的裙擺低調不時髦。
1936年繼位後，喬治六世和伊麗莎白王后允許在白天，女性裙子的裙擺能夠上升。在21世紀，白金漢宮的宴會並沒有正式的裝扮規範。白天受邀前往白金漢宮的大多數男性，多選擇穿著制服或西裝；少數人穿著晨禮服，晚上則根據場合的正式程度，穿著無尾禮服或白領結。

### 貴族名媛
貴族名媛指的是初次進入社交場合，並在宮廷向君王展示自己的年輕女性。這些場合被稱為「出道」，該儀式自愛德華七世的統治時期開始在宮殿中舉行。初次登場的貴族少女們將會穿著全套的宮廷服飾，頭上帶有三根鴕鳥羽毛，進入場地時行屈膝禮，然後進行倒退式的行走和進一步的鞠躬，同時掌握著規定長度的裙子拖尾。這個被稱為「晚間宮廷」的儀式實質是對應於維多利亞時代的「宮廷客廳」。
二戰後，這個儀式被不正式的下午招待會取代，女子們不再需要穿著晚禮服行禮。1958年，伊麗莎白二世女王取消了貴族少女的宮廷登場儀式，改為在花園中舉辦高達8000人的花園派對。

## 花園及周邊環境

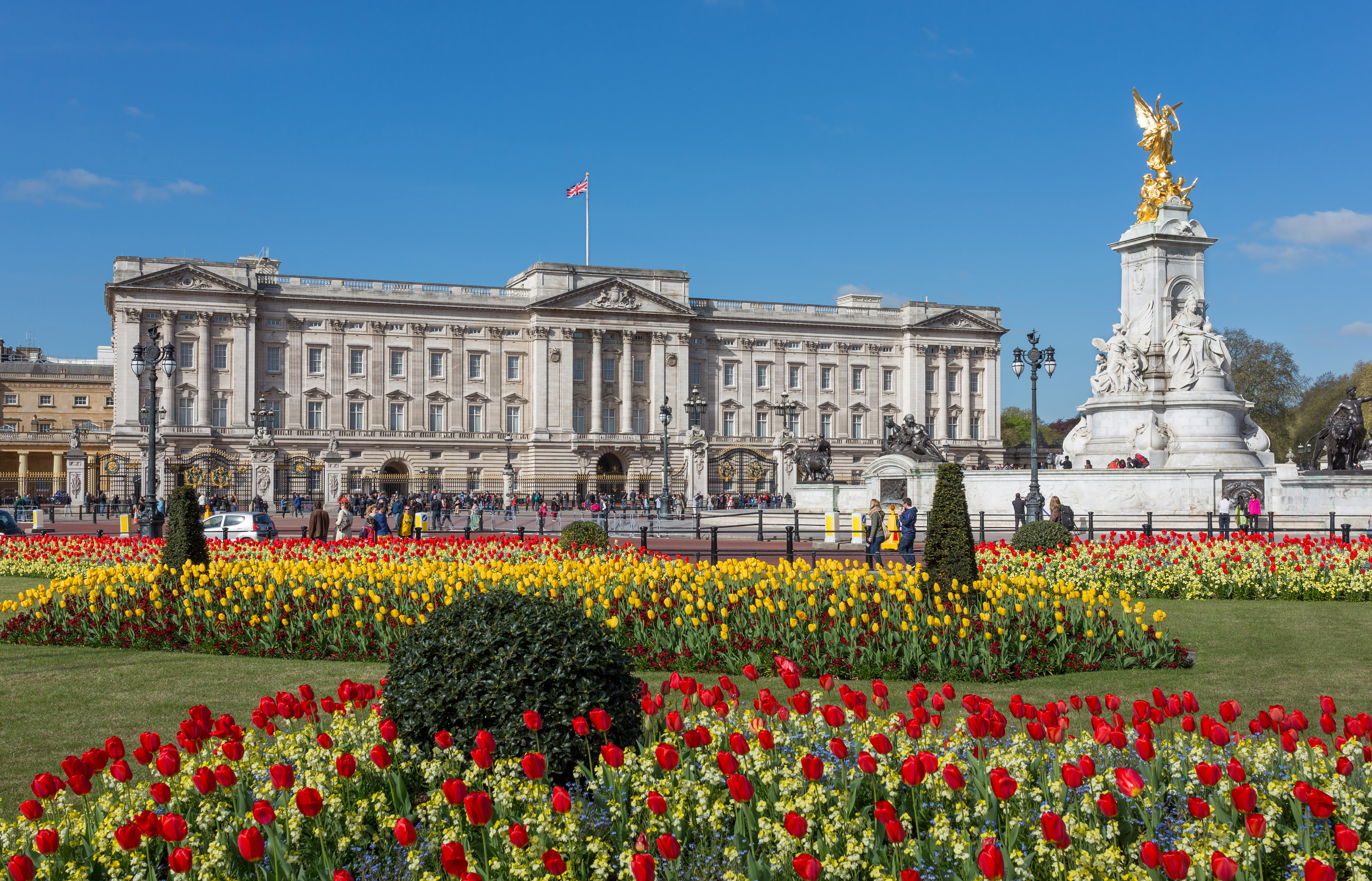
白金漢宮的前景

白金漢宮的後方是一座公園式的大花園，他與園區的湖泊構成了倫敦最大的私人花園。每年夏天，皇室都會在那裡舉辦一年一度的花園派對，並舉行大型活動來慶祝皇家的里程碑，花園佔地17公頃（42 英畝），該設施則包括一個直升機降落區、一個湖泊和一個網球場。
與宮殿相鄰的是皇家馬厩，該建築也是也是由約翰·奈許設計的，並保存了大量皇家馬車，包括黃金馬車，該輛洛可可式的鍍金馬車由威廉·钱伯斯爵士於1760年設計，面板由喬瓦尼·巴蒂斯塔·奇普里亞尼繪製。喬治三世於1762年首次使用馬車於議會開幕式，自喬治四世以來，君主每次在加冕禮都使用它。它最後一次使用是用於2023年的查爾斯三世的加冕禮。馬厩裡還安置著用於皇家禮儀遊行的馬車。
林蔭大道是通往宮殿的禮儀路線，由阿斯頓·韋伯爵士設計，1911年完工，該道路是維多利亞女王宏偉紀念工程的一部分。它從水師提督門延伸，穿過圣詹姆斯公园延伸到維多利亞紀念碑。該路線通常來訪的國家元首的車隊和車隊使用，王室成員也在與國家相關的國事場合，例如一年一度的閱兵式使用該道路。

### 引用
1. ↑  . Collins Dictionary.   [2021-05-22]. （原始内容存档于2021-03-04）.
2. 1 2  Robinson, p. 14
3. ↑  白金汉宮 （页面存档备份，存于），英國語言文化中心
4. ↑  Goring, p. 15.
5. ↑  Goring, p. 28.
6. ↑  Goring, p. 18.
7. ↑  . . Survey of London 39 (London County Council). 1977: 1–5  [2009-02-03]. （原始内容存档于2009-12-13）.
8. ↑  Wright, pp76–78.
9. ↑  Goring, pp. 31, 36.
10. ↑  Wright, p. 83.
11. ↑  Goring, Chapter V
12. 1 2  Harris, p. 21.
13. ↑  Wright, p. 96.
14. ↑  Goring, p. 62.
15. ↑  Goring, p. 58.
16. ↑  . Royal Collection Trust.   [2016-03-08]. （原始内容存档于2017-06-24）.
17. ↑  Harris, p. 22.
18. ↑  Mackenzie, p. 12 and Nash, p. 18.
19. ↑  Mackenzie, p. 12.
20. ↑  Harris, p. 24.
21. ↑   4. Cassell, Petter & Galpin. 1878: 61–74  [2023-01-18]. （原始内容存档于2010-10-08）.
22. ↑  Jones, p. 42.
23. ↑  Burke, Edmund (编). . 1791: 8  [2016-09-25]. Buckingham-palace was the dwelling house of the king.
24. ↑  Harris, pp. 30–31.
25. ↑  Harris, p. 33.
26. ↑  . www.royal.gov.uk. （原始内容存档于2010-03-28）.
27. ↑  Ziegler, Philip. . Collins. 1971: 280. ISBN 978-0-00-211934-4.
28. ↑  . www.royal.gov.uk. （原始内容存档于2010-03-27）.
29. ↑  Hedley, p. 10.
30. ↑  Woodham-Smith, p. 249.
31. ↑  Harris, de Bellaigue & Miller, p. 33.
32. ↑  Rappaport, p. 84.
33. ↑  Owens, Ed. . Immediate Media/BBC.   [2017-06-12]. （原始内容存档于2017-05-22）.
34. ↑  Holland & Hannen and Cubitts – The Inception and Development of a Great Building Firm, published 1920, p. 35.
35. ↑  King, p. 217.
36. ↑  Hedley, p. 19.
37. ↑  Healey, pp. 137–138.
38. ↑  Healey, p. 122.
39. ↑  . Royal Collection Trust.   [2017-06-12]. （原始内容存档于2017-06-23）.
40. ↑  John Gardiner. . A&C Black. 2006: 142. ISBN 978-1-85285-560-4.
41. ↑  Robinson, p. 9.
42. ↑  Robinson (Page 9) asserts that the decorations, including plaster swags and other decorative motifs, are "finicky" and "at odds with Nash's original detailing".
43. ↑  Harris, p. 34.
44. ↑  Healey, p. 185.
45. ↑  . London Evening Standard. 2009-08-03  [2010-08-11]. （原始内容存档于2010-04-26）.
46. ↑  Stephen Bates. . The Guardian (London). 2009-08-03  [2010-08-11]. （原始内容存档于2014-07-15）.
47. ↑  Rose, Kenneth. . London: Weidenfeld and Nicolson. 1983: 176–177. ISBN 978-0-297-78245-2.
48. ↑  Rose, pp. 178–179.
49. ↑  Healey pp. 221–222.
50. ↑  Harris, p. 63.
51. ↑  Allison and Riddell, p. 69.
52. ↑  . Royal Collection Trust.   [2016-03-31]. （原始内容存档于2016-04-10）.
53. ↑  Thornton, Michael. . M. Joseph. 1984: 216.
54. ↑  Davies, Caroline. . The Guardian. 2009-09-12  [2021-03-10]. （原始内容存档于2021-04-17）.
55. ↑  The Sunday Graphic, 18 September 1939, p. 1.
56. ↑  Price, Alfred. The Battle of Britain Day, Greenhill Books, London, 1990, pp. 49–50 and Stephen Bungay, The Most Dangerous Enemy: A History of the Battle of Britain. Aurum Press, London, 2000, p. 325.
57. ↑  . BBC News. 2005-11-02  [2009-03-18]. （原始内容存档于2008-12-07）.
58. ↑  1945: Rejoicing at end of war in Europe （页面存档备份，存于） (BBC On this day.) Retrieved 2009-02-03.
59. ↑  . The Telegraph (London). 2000-08-09  [2012-06-05]. （原始内容存档于2022-01-11）.
60. ↑  . Royal Collection Trust.   [2016-03-08]. （原始内容存档于2017-06-20）.
61. ↑  Historic England. . National Heritage List for England.   [2016-11-18].
62. ↑  . BBC. 1997-11-17  [2016-03-08]. （原始内容存档于2012-04-02）.
63. ↑  Royal Collection Enterprises Limited. . Companies House: 3. 2017-09-28  [2018-02-06]. （原始内容存档于2018-02-07）.
64. ↑  Pegg, David; Evans, Rob. . the Guardian. 2021-06-02  [2022-03-15]. （原始内容存档于2022-03-10） （英语）.
65. ↑  Vanderhoof, Erin. . Vanity Fair. 2021-06-11  [2022-03-15]. （原始内容存档于2021-10-23） （美国英语）.
66. ↑  House of Commons Treasury Committee.  1. Stationery Office. 2010: 30  [2023-01-18]. ISBN 9780215553225. （原始内容存档于2022-09-29）. Windsor Castle is an occupied Royal Palace and therefore not part of the Crown Estate.
67. ↑  .  252. United Kingdom: House of Commons. 1995-01-16. 第301W卷. （页面存档备份，存于）
68. ↑  HM Treasury. . The National Archives.   [2016-05-22]. （原始内容存档于2013-01-29）.
69. ↑  Bailey, Martin. . The Art Newspaper. 2017-03-23  [2021-03-08].[]
70. ↑  Gordon Rayner. . The Telegraph. 2016-11-18  [2016-11-18]. （原始内容存档于2022-01-11）.
71. ↑  . BBC News. 2016-11-18  [2016-11-18]. （原始内容存档于2016-11-18）.
72. ↑  . BBC News. 2017-03-15  [2023-01-18]. （原始内容存档于2018-11-22）.
73. ↑  Hill, Erin. . People. 2019-03-14  [2019-03-14]. （原始内容存档于2019-04-02）.
74. ↑  . HELLO!. 2022-09-28  [2022-10-12]. （原始内容存档于2022-10-12） （英语）.
75. ↑  . Royal Collection Trust. 2016-03-08  [2016-03-08]. （原始内容存档于2015-10-02）.
76. ↑  . Royal Collection Trust.   [2016-03-08]. （原始内容存档于2017-06-24）.
77. ↑  . British Monarchy website. 2015-11-12  [2019-07-28]. （原始内容存档于2016-05-09）.
78. 1 2 3  . British Monarchy website. （原始内容存档于2011-11-04）.
79. ↑  . Times of Tunbridge Wells. 2016-01-06  [2016-06-02]. （原始内容存档于2016-07-01）.
80. ↑  Packard, Jerrold M. . Simon & Schuster. 1982: 48. ISBN 978-0-684-17648-2.
81. ↑  Harris, p. 41.
82. ↑  Harris, pp. 78–79 and Healey, pp. 387–388.
83. ↑  . Royal Collection Trust.   [2016-02-07]. （原始内容存档于2016-03-06）.
84. ↑  Harris, p. 40.
85. ↑  Harris, p. 81.
86. ↑  Harris, p. 82.
87. ↑  Jones, p. 43.
88. ↑  Harris, de Bellaigue & Miller, p. 135.
89. ↑  Healey, pp. 159–160.
90. ↑  Harris, de Bellaigue & Miller, p. 87.
91. ↑  Harris, de Bellaigue & Miller, p. 93.
92. ↑  Harris, de Bellaigue & Miller, p. 91.
93. ↑  John Harris; Geoffrey De Bellaigue; Oliver Millar. . Viking Press. 1968: 90.
94. ↑  Healey, p. 233, quoting The Memoirs of Mabell, Countess of Airlie, edited and arranged by Jennifer Ellis, London: Hutchinson, 1962.
95. ↑  Anthony Seldon. . Harper Collins Illustrated. 1999: 202. ISBN 978-0-00-414073-5.
96. ↑  Peacocke, pp. 178–179, 244–247.
97. 1 2  Peacocke, pp. 264–265.
98. ↑  . Royal Insight Magazine.   [2008-01-23]. （原始内容存档于2008-01-23）.
99. ↑  Royal Household. . Official Website of the British Monarchy. （原始内容存档于2013-01-17）.
100. ↑  .   [2009-02-03]. （原始内容存档于2008-05-02）. (Museum of London.) Retrieved 2009-05-02.
101. ↑  Template:Royal Collection
102. ↑  . www.royal.gov.uk. （原始内容存档于2009-07-10）.
103. ↑  Nicholson, Louise. . London: Frances Lincoln. 1998: 56. ISBN 978-0-7112-1187-2.

### 書目
- Allison, Ronald; Riddell, Sarah (1991). The Royal Encyclopedia. London: Macmillan. ISBN 0-333-53810-2
- Blaikie, Thomas (2002). You Look Awfully Like the Queen: Wit and Wisdom from the House of Windsor. London: HarperCollins. ISBN 0-00-714874-7.
- Goring, O. G. (1937). From Goring House to Buckingham Palace. London: Ivor Nicholson & Watson.
- Harris, John; de Bellaigue, Geoffrey; & Miller, Oliver (1968). Buckingham Palace. London: Nelson. ISBN 0-17-141011-4.
- Healey, Edma (1997). The Queen's House: A Social History of Buckingham Palace. London: Penguin Group. ISBN 0-7181-4089-3.
- Hedley, Olwen (1971) The Pictorial History of Buckingham Palace. Pitkin, ISBN 0-85372-086-X.
- Jones, Nigel R. . Greenwood Publishing Group. 2005. ISBN 978-0-313-31850-4.
- King, Greg. . John Wiley & Sons. 2007. ISBN 978-0-470-04439-1.
- Mackenzie, Compton (1953). The Queen's House. London: Hutchinson.
- Nash, Roy (1980). Buckingham Palace: The Place and the People. London: Macdonald Futura. ISBN 0-354-04529-6.
- Peacocke, M. D. . London: Odhams Press. 1951.
- Rappaport, Helen. . ABC-CLIO. 2003. ISBN 978-1-85109-355-7.
- Robinson, John Martin (1999). Buckingham Palace. Published by The Royal Collection, St James's Palace, London ISBN 1-902163-36-2.
- Williams, Neville (1971). Royal Homes. The Lutterworth Press. ISBN 0-7188-0803-7.
- Woodham-Smith, Cecil (1973). Queen Victoria (vol 1) Hamish Hamilton Ltd.
- Wright, Patricia (1999; first published 1996). The Strange History of Buckingham Palace. Stroud, Gloucs.: Sutton Publishing Ltd. ISBN 0-7509-1283-9.

## 外部連結
- Buckingham Palace （页面存档备份，存于） at the Royal Family website
- Account of Buckingham Palace, with prints of Arlington House and Buckingham House （页面存档备份，存于） from Old and New London (1878)
- Account of the acquisition of the Manor of Ebury （页面存档备份，存于） from Survey of London (1977)
- The State Rooms, Buckingham Palace （页面存档备份，存于） at the Royal Collection Trust
- OpenStreetMap上有關白金汉宫的地理

51°30′03″N 00°08′32″W / 51.50083°N 0.14222°W